# 第1届大众电视金鹰奖
第一届大众电视金鹰奖评比结果于1983年3月20日揭晓，评选范围为1982年3月1日至1983年2月28日中国国内播出的优秀电视剧和演员，获奖剧目和演员直接从收到的13万张观众选票中产生。为表彰电视连续剧《鲁迅》前四集“在创作难度很大情况下取得的初步成功”、电视连续剧《上海屋檐下》“所作的可贵尝试”，授予这两部电视剧“特别奖”。为“鼓励在条件困难的边疆发展电视艺术事业”，还授予西藏电视台的第一部电视剧《还愿》“荣誉奖”。授奖大会于3月21日在昆明体育馆举行。

## 得奖名单

### 优秀连续剧
- 《武松》 （山东电视台）
- 《蹉跎岁月》 （中央电视台）
- 《赤橙黄绿青蓝紫》 （中央电视台）

### 优秀单本剧
- 《周总理的一天》（河南电视台）
- 《家风》（上海电视台、鞍山电视台）
- 《继母》（中央电视台、北京广播学院）
- 《喜鹊泪》（陕西电视台）
- 《明姑娘》（云南电视台）

### 优秀短剧小品
- 《多棱镜》第一集 （中国广播艺术团电视剧团）
- 《第五家邻居》（江苏电视台）
- 《人与人》（广东电视台）

### 优秀儿童剧
- 《新来的班主任》 （湖南电视台）
- 《小不点》（上海电视台）

### 优秀戏曲片
- 《西圆记》（上海电视台）

### 优秀男演员
- 祝延平 《武松》中饰武松
- 郭旭新 《蹉跎岁月》中饰柯壁舟
- 陈宝国 《赤橙黄绿青蓝紫》中饰刘思佳

### 优秀女演员
- 肖雄 《蹉跎岁月》中饰杜见春
- 王馥荔 《第五家邻居》中饰京京妈
- 秦怡 《上海屋檐下》中饰杨彩玉

### 特别奖
- 《鲁迅》（浙江电视台）
- 《上海屋檐下》（上海电影制片厂电视部）

### 荣誉奖
- 《还原》（西藏电视台）